# Paučje
Paučje – wieś w Chorwacji, w żupanii osijecko-barańskiej, w gminie Levanjska Varoš. W 2011 roku liczyła 55 mieszkańców.